# Saint-Pierre-d’Oléron
Saint-Pierre-d’Oléron ist eine westfranzösische Gemeinde mit 6665 Einwohnern (Stand 1. Januar 2022) auf der zweitgrößten französischen Insel, der Île d’Oléron im Département Charente-Maritime in der Region Nouvelle-Aquitaine.

## Lage
Saint-Pierre-d’Oléron ist der Hauptort der Insel Oléron. Er liegt im Zentrum bzw. im Osten der Insel. Die nächstgelegenen größeren Städte sind auf dem Festland Marennes (ca. 22 Kilometer südöstlich) bzw. Rochefort (ca. 45 Kilometer östlich).

## Bevölkerungsentwicklung
Bereits bei der ersten Volkszählung im Jahr 1793 hatte der Ort knapp 4000 Einwohner.
| Jahr      | 1968 | 1975 | 1982 | 1990 | 1999 | 2007 | 2017 |
| Einwohner | 4258 | 4604 | 4782 | 5365 | 5944 | 6204 | 6743 |

## Wirtschaft
Früher lebten die Bewohner nach den Prinzipien der weitgehenden Selbstversorgung vom Fischfang, der Landwirtschaft und dem Weinbau. Der Fisch- und Krabbenfang ist noch immer bedeutsam; darüber hinaus ist der Ort heutzutage vor allem durch die zahlreichen Austernbänke, die der Insel vorgelagert sind, bekannt. Die Oléron-Austern haben ihren ganz eigenen Geschmack, für den sie weltweit geschätzt werden. Die Viehwirtschaft spielt heute keine bedeutsame Rolle mehr, dafür hat der Gemüseanbau in den vergangenen Jahrzehnten einen gewissen Aufschwung erlebt. Seit der Fertigstellung der Autobrücke im Jahr 1966 spielt der Tourismus eine immer wichtigere Rolle im Wirtschaftsleben der Stadt und hat zu einem deutlichen Anstieg der Bevölkerung beigetragen.

## Geschichte

Die Île d'Oléron im Jahre 1634. Ein kolorierter Kupferstich von Christophe Tassin

Zur Geschichte der Gemeinde sind kaum Informationen bekannt; das meiste deckt sich mit der Inselgeschichte. Der Ort hat jedoch schon in mittelalterlicher Zeit existiert, was anhand der Bauten (Kirche und Totenleuchte) gut dokumentiert ist. Im Jahr 1790 wurde der erste Bürgermeister (maire) ernannt.

## Sehenswürdigkeiten

### Museum
Das Musée de l’Île d’Oléron zeigt eine Dauerausstellung zur Geschichte und Volkskunde der Île d’Oléron sowie wechselnde Sonderausstellungen.

### Sonstige

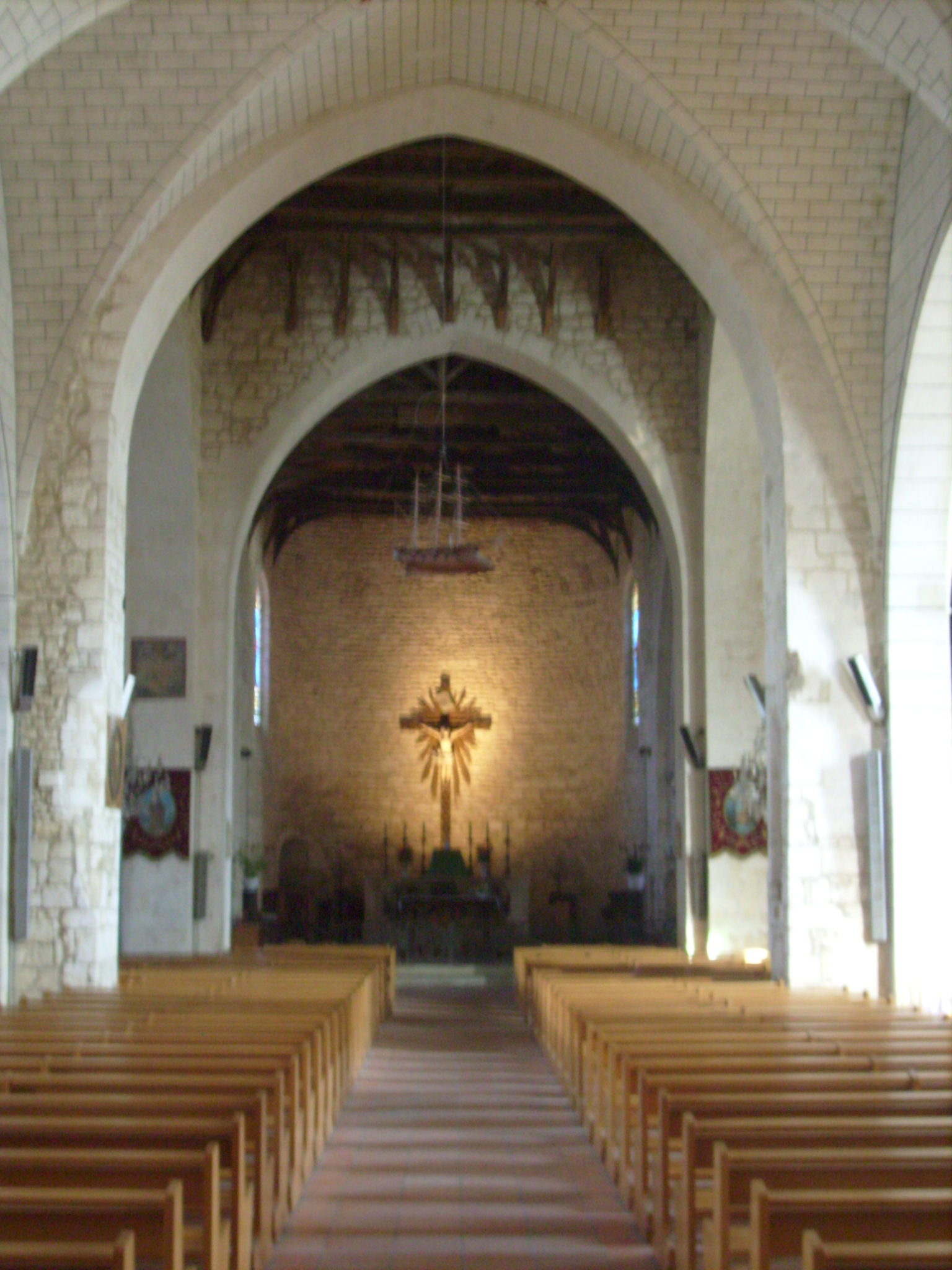
Kirche Saint-Pierre

- Die dreischiffige Kirche Saint-Pierre stammt ursprünglich aus dem 12. Jahrhundert, hat aber in der Folgezeit mehrfach tiefgreifende Umgestaltungen erlebt: Ihre heutige Gestalt geht weitgehend auf das 18. Jahrhundert zurück. Während der Französischen Revolution wurde der Kirchenbau in La Fraternité umgetauft. Das Kircheninnere beeindruckt durch seine schlichte Gestaltung; der Bau ist seit 1988 als Monument historique[1] eingestuft. An den Wänden hängen mehrere schöne Bilder des 17. und 18. Jahrhunderts, die in der Inventarliste der Monuments historiques[2] eingetragen sind.
- Eine Burg im Stadtteil Bonnemie ist zum ersten Mal im 11. Jahrhundert erwähnt. Das heutige Schloss ist aber im 15. Jahrhundert komplett neuerbaut und in den folgenden Jahrhunderten immer wieder überarbeitet worden. Es wurde im Jahr 1981 in die Listen der Monuments historiques[3] und der Base Mérimée[4] aufgenommen. Das Château befindet sich in Privatbesitz und ist nicht zu besichtigen.
- Das im Jahr 1739 erbaute Maison des aïeux war in den Jahren 1899 bis 1923 das Wohnhaus des Marineoffiziers und Romanschriftstellers Pierre Loti, der auch im Garten seine Grabstätte gefunden hat. Das Haus ist seit 2011 als Monument historique[5] eingestuft.
- Die in den 1960er Jahren erbaute Église Notre-Dame et Saint-Nicolas steht in der Nähe des Fischereihafens von La Cotinière; der dreieckige Bau wurde als herausragendes Beispiel moderner Kirchenarchitektur im Jahr 1991 in die Liste der Monuments historiques[6] aufgenommen.

## Partnerschaften
- Cariñena (Spanien, seit 1984)
- Spangenberg (Deutschland, seit 1997)[7]
- Pleszew (Polen, seit 1997)[7]
- Lane End (Vereinigtes Königreich, seit 1999)

## Persönlichkeiten
- Henri Bréau (1900–1969), Radsportler